# Piero di Cosimo de' Medici
Piero di Cosimo de' Medici (Firenca, oko 1416. – Firenca, 2. studenog 1469.) zvan Piero Naduti (talijanski: Piero "il Gottoso") bio je nastavljač dinastije Medici i de facto vladar Republike Firence od 1464. do 1469., za vrijeme renesanse. Njegovi sinovi bili su Lorenzo Veličanstveni i Giuliano Medici.

## Životopis
Piero Medici je rođen kao najstariji sin Cosima Starijeg i Contessine de' Bardi. Piero se 1444. oženio za mudru, tolerantnu i kultiviranu Lucreciju Tornabuoni (1427. – 1482.), djevojku iz starog firentinskog plemstva.
Čitav svoj život Piero je patio zbog lošeg zdravlja (imao je giht), zbog čega je i dobio nadimak Piero Naduti.
On je bio zadnji Medici koji je 1461. izabran u firentinskoj signoriji kao gonfaloniere za pravosuđe (nešto kao današnji ministar pravosuđa).
Piero je odmah nakon preuzimanja obiteljske banke Medici od oca Cosima, krenuo utjerivati dugogodišnja dugovanja, koja je njegov otac stavio na čekanje. Na taj način je doveo mnoge firentinske trgovce u bankrot, i tako nakupio dosta neprijatelja.
Pierovu vladavinu obilježili su pokušaji njegova nasilna svrgavanja. Prvi takav pokušaj planiran je za 26. kolovoza 1466., iza te zavjere stajali su naglo osiromašeni; Luca Pitti, Niccolò Soderini, Diotisalvi Neroni, Angelo Acciaiuoli i njegov bratić Pierfrancesco de 'Medici, koji su to namjeravali izvesti uz pomoć trupa Vojvodstva Modene i Reggia. Piera je na tu zavjeru upozorio prijatelj Giovanni Bentivoglia, te je on uspio spriječiti. U tom mu je pomogao i vlastiti sin Lorenzo koji je potpuno slučajno otkrio zasjedu zavjerenika na cesti prema obiteljskoj vili Careggi, i upozorio oca na nju. Drugi neuspjeli pokušaj njegova svrgavanja bio je uz pomoć vojske Mletačke Republike koju je vodio kondotjer Bartolomeo Colleoni.
Piero Medici je 1467. zaratio protiv Mletačke Republike, jer je Republika Firenca podržavala novog milanskog vojvodu Francesca Sforzu neprijatelja Venecije. Udružene firentinsko-napuljsko-milanske snage pobijedile su mletačku vojsku kondotjera Bartolomea Colleonija u Bitci kod Molinella.

### Piero kao umjetnički mecena
I Piero Medici je također nastavio obiteljsku tradiciju pokroviteljstva nad umjetnošću, iako je imao konzervativniji ukus od oca, pa je naručivao djela koja su bila bliža gotici nego renesansi. On je naručio fresku Poklonstvo mudraca s istoka od Benozza Gozzolija za obiteljsku kapelu u Palazzo Medici Riccardi. Gozzoli je na toj fresci naslikao portrete Piera i oba njegova sina (Lorenza i Giulijana) kao mudrace s istoka.
Piero je također nastavio sakupljati rijetke knjige, obogativši obiteljsku Zbirku Medici. Iako nije bio briljantan bankar kao otac, održao je obiteljsku banku u dobrom stanju.

### Smrt
Piero Medici se posljednjih godina života uopće nije mogao ustati iz kreveta zbog gihta, umro je 1469., zbog upale pluća s 53 godine, pokopan je u bazilici San Lorenzo, uz njegova brata Giovannija u grobnicu koju je isklesao Andrea del Verrocchio po narudžbi njegovih sinova.

## Vanjske poveznice
- Biografija Piero Cosima, na portalu treccani.it (tal.)
- Piero di Cosimo de’ Medici na portalu Encyclopædia Britannica  Arhivirana inačica izvorne stranice od 23. siječnja 2005. (Wayback Machine) (engl.)